# Kazimierz Zając
Kazimierz Zając (* 20. September 1916 in Krosno; † 6. Mai 2012) war ein polnischer Wirtschaftswissenschaftler, Statistiker und Hochschullehrer.

## Leben
Nach dem Schulbesuch studierte Zając Wirtschaftswissenschaften und war während des Zweiten Weltkrieges Mitglied der Polnischen Heimatarmee. Nach Kriegsende war er in der Volksrepublik Polen als Wirtschaftswissenschaftler und Statistiker tätig und war zwischen 1965 und 1995 Mitglied des Wissenschaftsrates des Główny Urząd Statystyczny (GUS), des dem polnischen Ministerpräsidenten unterstellten Zentralen Statistikamtes.
1971 übernahm er eine Professur an der Wirtschaftshochschule Krakau, die 1974 in Wirtschaftsakademie Krakau (Akademia Ekonomiczna w Krakowie) umbenannt wurde. Im Anschluss erfolgte 1977 seine Berufung auf einen Lehrstuhl an der Jagiellonen-Universität zu Krakau, an der er bis zu seiner Emeritierung lehrte. Während dieser Zeit war er auch Vorsitzender des Ausschusses für Wirtschaftswissenschaften der Polska Akademia Nauk (PAN), der Polnischen Akademie der Wissenschaften, sowie zuletzt von 1996 bis 2000 erneut Mitglied des Wissenschaftsrates des GUS.
Als Wirtschaftswissenschaftler und Statistiker befasste er sich mit wirtschaftlichen Analysen öffentlicher Haushalte sowie der taxonomischen Analyse von Wirtschaftsregionen und schlug auch ein neues Modell für die Dynamik der Lohnverteilung vor.

## Veröffentlichungen
Neben seiner Lehr- und Forschungstätigkeit verfasste Zając eine Reihe von wirtschaftswissenschaftlichen Fachbüchern wie:
- Ekonometryczna analiza budżetów domowych („Ökonometrische Analyse des Haushaltsbudgets“, 1966)
- Ekonomiczne metody ustalania rejonów konsumpcji („Wirtschaftliche Methode zur Bestimmung der Bereiche des Konsums“, 1978)
- Metody wielowymiarowej analizy porównawczej w badaniach rozwoju demograficznego („Methoden der multivariaten Analyse vergleichender Studien zur Bevölkerungsentwicklung“, 1991, Mitautor)
- Matematyczne modele procesów innowacji („Mathematische Modelle von Innovationsprozessen“, 1992, Mitautor)